# 蠔宿

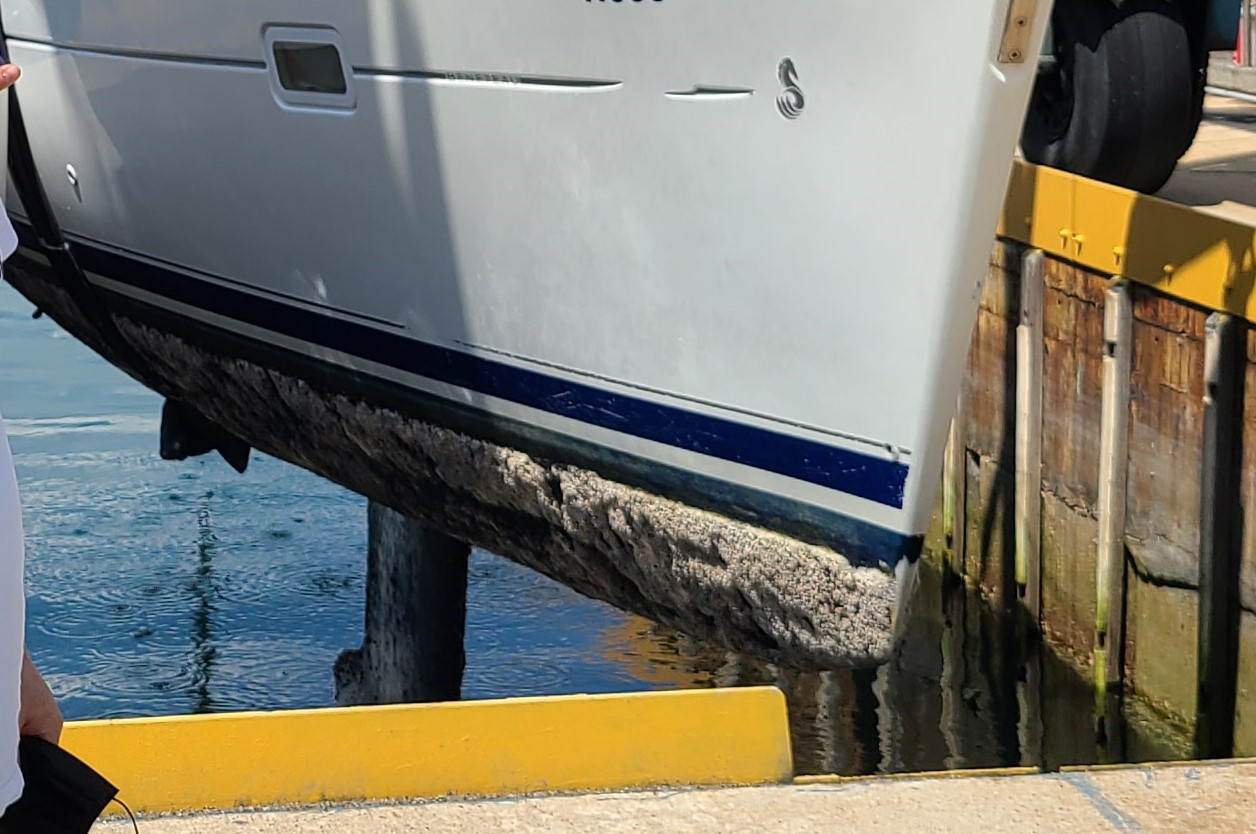
蠔宿依附在帆船上

蠔宿，泛指海洋生物依附在船體外或漁業繁殖網、浮台等物件上。此海洋生物包括有眙貝、藤壺、藻類、船蟲等。長期受到蠔宿依附會對燃油消耗和速度有重大影響。尤期對帆船及快艇的影響更為明顯。即使是最少量的蠔宿也會在水中產生阻力，從而降低船隻的速度和操控性。

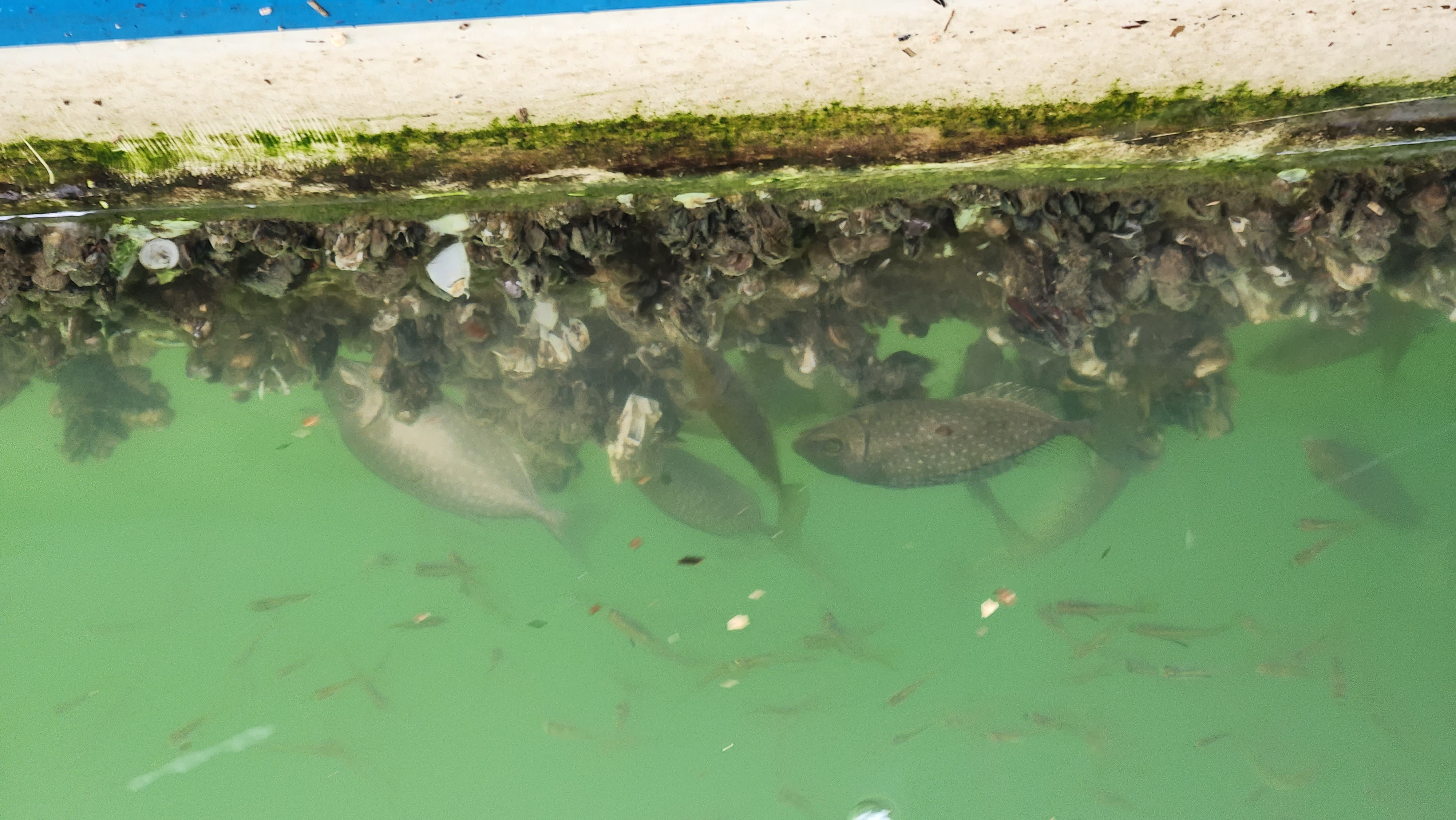
蠔宿長期依附在船體上，加重船體吃水，嚴重阻礙船舶航行。

「船體防污漆」是一類專門的塗料，用作船舶船體的外層，以減緩附著在船體上的水下生物的生長並促進它們的分離，這些生物會影響船舶的性能和耐用性。它屬於水下船體塗料的一類，也稱為底部塗料或稱為「防蠔油」。不過，如處理船體防污漆不當，例如在稀釋、攪拌過程中溢出，或噴塗過程中與空氣接觸，懸浮物質最後混入海水；或者沒有適當處理清理船身時的舊漆廢物，都有機會污染海洋，造成重金屬污染。

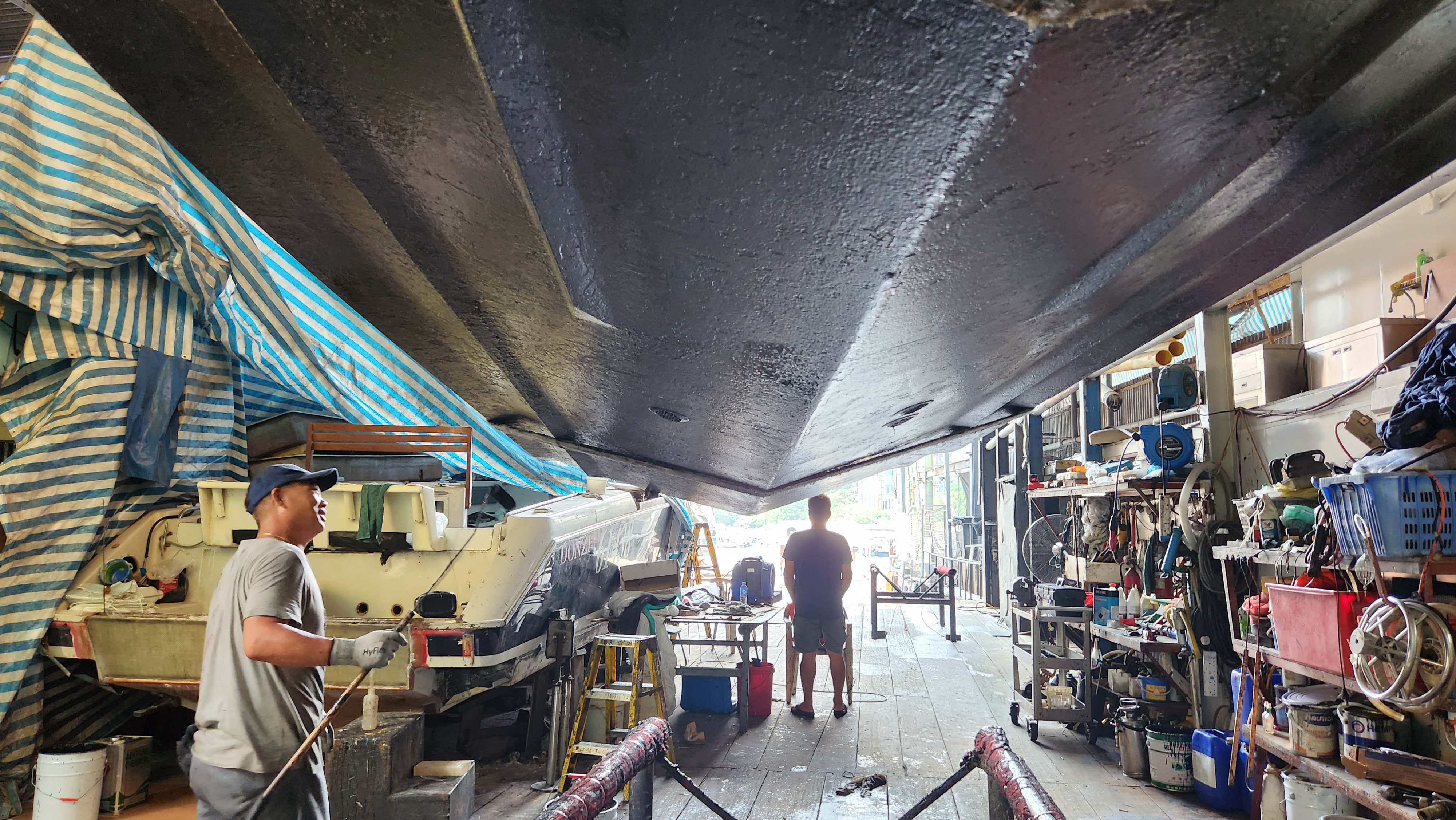
船體防污漆有助減少蠔宿依附

1999年11月，國際海事組織 （页面存档备份，存于）通過了一項大會決議，呼籲海保會制定一項在全世界具有法律約束力的文書，以解決船舶防污系統的有害影響。該決議要求在2003年1月1日之前在全球範圍內禁止在船舶防污系統中使用作為生物殺滅劑的有機錫化合物，並在2008年1月1日之前全面禁止。該文書後來被通過為《控制船舶有害防污系統國際公約》 （页面存档备份，存于）。